# Torsten Kumfeldt
Torsten Kumfeldt   (Örebro, 4 de gener de 1886 - Estocolm, 2 de maig de 1966) va ser un waterpolista i nedador suec que va competir durant el primer quart del segle xx.
En el seu palmarès destaquen tres medalles als Jocs Olímpics, sempre com a waterpolista. El 1912 a Estocolm guanyà la medalla de plata, mentre a Londres, el 1908 i a Anvers, el 1920, guanyà la de bronze.
El 1908 també va disputar la prova dels 200 metres braça del programa de natació, en què fou eliminat en sèries.